# Aki Kihara
Aki Kihara (樹原亜紀, Kihara Aki). Nació el 30 de marzo de 1969, en la prefectura de kanagawa, Japón. Es una cantante y ex-idol japonesa, activa en la década de los 80. Formó parte del grupo idol Onyanko Club, como la miembro número 6. Al haber contraído nupcias, adoptó el nombre de Aki Moor (亜紀・ムール, Moor Aki). Pero ella es conocida por su nombre de soltera. Fue la miembro con más estatura dentro de la agrupación.

## Biografía
En abril de 1985, Aki fue una de la 11 miembros originales en la formación de Onyanko Club. Tras ser una de ganadoras del concurso televisivo: "All Night Fuji", que buscaba reclutar chicas para 
convertirlas en idols. 

### El escándalo de las Fumadoras
Sin embargo a pocos días de su debut, fue captura fumando en una cafetería después de abandonar el estudio junto a otras 5 integrantes del grupo, por un paparazzi que trabajaba para la revista Shukan Bunshun. Siendo despedida tras este hecho, debido a que en la industria del idol japonés esta estrictamente prohibida esta practica. Pese a este hecho, fue la única chica en ser reincorporada al mismo, tras el despido.
En 1986 formó un sub-grupo llamado: Nyangilas, junto a sus compañeras Mika Nagoya, Mako Shiraishi y Rika Tatsumi. Con esta formación liberaron 2 singles y 1 álbum de estudio. 

### Después de Onyanko Club
Kihara se graduó del grupo en marzo de 1987, pero estuvo presente en la disolución del mismo. Retirándose posteriormente del mundo del espectáculo.

## Actualidad
En 2014, realizó un reencuentro con Nyangilas y su compañera Utsumi Kazuko. 

## Vida personal
Aki se trasladó a Holanda y reside en Róterdam. Allí se casó con un ciudadano de apellido Moor. En la actualidad trabaja como cocinera en dicho lugar, para un restaurante de comida japonesa tradicional.

## Discografía

### Singles con Nyangilas
- [1986.08.25] Nee, Terenaide